# Enrique Barrera Gómez
Enrique Cleto Marcelino Barrera Gómez (Valladolid, 26 de abril de 1844-Valladolid,, 2 de julio de 1922) fue un compositor y maestro de capilla español.

## Biografía
Nació en Valladolid, el 26 de abril de 1844, donde inició su educación musical con Nicomedes Martín. A los nueve años ya dio recitales de piano y comenzó a componer piezas de salón, como valses, mazurcas y polcas. Pronto se trasladó a Madrid, donde ingresó en 1859 en el Conservatorio de Música y Declamación y continuó sus estudios de música con José Miró, Dámaso Zabalza, Rafael Hernández e Hilarión Eslava. Al término de sus estudios se le concedió el primer premio de Piano. Durante sus años en Madrid se financió los estudios tocando el piano en cafés y salones, y dando clases de música.
Tras su regreso a Valladolid, se decidió por la carrera eclesiástica y se presentó a las oposiciones para el cargo de maestro de capilla de la Catedral de Burgos con 22 años. La oposición se vio envuelta en polémica y durante el desarrollo de la oposición hubo que elegir a un tercer examinador. También hubo que solicitar dispensa papal para poder ordenar como presbítero a Barrera por su poca edad, condición sine qua non para acceder al magisterio. Tomó posesión del cargo el 22 de enero de 1867.
El conocedor de Barrera, Enrique Villalba, opinó que el maestro hubiera sido un magnífico autor de teatro y ópera, que se adaptaba mejor a su estilo. A pesar de ello, Barrera consiguió numerosos premios y reconocimientos en vida. Consiguió el primer premio del Concurso de Santa Cecilia de Roma; fue miembro de la Real Academia de Bellas Artes de San Fernando, de la Asociación de Canto Litúrgico de Milán y de la Sociedad Dantesca Partenopeo; fue profesor honorario del Conservatorio de Valencia. En 1969 ganó con la ópera Athaualpa el primer premio Antonio Romero y en 1887 ganó con un Te Deum el certamen organizado en El Escorial para celebrar el XV centenario de la conversión de San Agustín.
Fueron alumnos suyos en Burgos Nicolás Fernández Arias y Manuel de Aróstegui Garamendi. Permanecería en el cargo en Burgos hasta 1897, fecha en la que se jubiló tras 30 años de servicio. Falleció en Valladolid el 2 de julio de 1922.

## Obra
Se considera a Barrera uno de los mejores compositores españoles de la segunda mitad del siglo XIX. Su ópera Athaualpa fue estrenada en Valladolid y Burgos, pero su segunda ópera, Saul no se llegó a estrenar.
Gran parte de su numerosísima obra litúrgica se conserva en la Catedral de Burgos. Para Enrique Villa, lo mejor de las composiciones religiosas de Barrera fueron sus sonatas para órgano. El 10 de enero de 2021 la Joven Orquesta Sinfónica de Burgos y la Schola Cantorum presentaron en concierto un Te Deum de Barrera en el Teatro Principal de Burgos, con ocasión del VIII centenario de la fundación de la Catedral de Burgos.